# Moore (Idaho)
Pour les articles homonymes, voir Moore.
Moore est une ville américaine située dans le comté de Butte en Idaho.

## Démographie
| 1950 | 1960 | 1970 | 1980 | 1990 | 2000 |
| ---- | ---- | ---- | ---- | ---- | ---- |
| 256  | 358  | 156  | 210  | 190  | 196  |

| 2010 | - | - | - | - | - |
| ---- | - | - | - | - | - |
| 189  | - | - | - | - | - |

Selon le recensement de 2010, Moore compte 189 habitants. La municipalité s'étend sur 0,29 mille carré (0,75 km2).